# Laberinto (Perú)
Puerto Rosario Laberinto es una localidad peruana ubicada en el distrito de Laberinto, en la provincia de Tambopata, departamento de Madre de Dios. Es capital del distrito de Laberinto. Se encuentra a una altitud de 197 m s. n. m.
El 7 de septiembre de 1994 fue convertido en capital del distrito de Laberinto mediante Ley N° 26346.
Se ubica en la margen derecha del río Madre de Dios. Se accede a 50 km de la carretera Puerto Maldonado – Cusco por un desvió de 6 km desde la carretera.